# Karl Kletke
Karl Eduard Kletke (né en décembre 1813 à Breslau et mort le 16 novembre 1889 à Berlin) est un statisticien et historien prussien.

## Biographie
Karl Kletke est le fils du marchand Carl Heinrich Kletke et de son épouse Josefa Schiller et était le frère de l'éducateur Cäsar Albano Kletke (de) et le cousin de l'écrivain Hermann Kletke.
Il est statisticien à la Chancellerie fédérale de Berlin et plus tard statisticien et historiographe au ministère royal d'État (de) à Berlin.
Kletke vit à Berlin depuis les années 1850. En tant qu'historien, il se fait connaître avant tout en tant qu'expert de l'histoire de la famille von Bismarck. Peu avant sa mort, il confie sa collection de sources comprenant plus de 1 000 numéros des années 1270 à 1875 aux Archives secrètes de l'État (de) de Berlin. Il est mort célibataire et vit pour la dernière fois à Berlin, Tempelhofer Ufer 1a.

## Publications
- Karl Kletke: Quellenkunde der Geschichte des Preußischen Staats. Verlag von E. H. Schroeder, Berlin
  - Volume 1: Die Quellenschriftsteller zur Geschichte des Preußischen Staats. 1858 (Digitalisat)
  - Volume 2: Urkunden-Repertorium für die Geschichte des Preußischen Staats. 1861 (Digitalisat, Digitalisat)
- C. K.: Literatur der Schriften, in welchen die Erbansprüche Preußens auf Schleswig-Holstein behandelt werden. Verlag von A. Bath, Berlin 1865 (Digitalisat), aus Zeitschrift für Preußische Geschichte und Landeskunde
- Carl Kletke: Literatur über das Finanzwesen des Deutschen Reichs und der deutschen Bundesstaaten. Abt. 2: Literatur über das Finanzwesen des Preußischen Staats. 2e édition, Decker [in Kommission], Berlin 1867 (= Beiheft des Königlich Preußischen Staats-Anzeigers, November 1867); 3e édition, Heymann, Berlin 1876 (Digitalisat)
- Karl Kletke: Regesta historiae neomarchicae. Die Urkunden zur Geschichte der Neumark und des Landes Sternberg in Auszügen mitgetheilt. 3 Volumes, Ernst & Korn, Berlin
  - Volume 1, 1867 (Digitalisat, = Märkische Forschungen, Volume 10)
  - Volume 2, 1868 (Digitalisat, = Märkische Forschungen, Volume 12)
  - Volume 3: Markgraf Johann (Hans) von Cüstrin 1513–1571. 1876 (= Märkische Forschungen, Band 13)
- K. Kletke: Literatur zur Geschichte Sr. weiland Maj. des Königs Friedrich Wilhelm III. von Preussen. Berlin 1871
- [Carl Kletke:] Allgemeine Bücherkunde des Brandenburgisch-Preußischen Staates. Decker, Berlin 1871 (Digitalisat)
- Carl Kletke: Quellen und Literatur zur Geschichte des Geschlechts von Bismarck. Dans: Vierteljahrsschrift für Heraldik, Sphragistik und Genealogie (1880), p. 35–74 (Digitalisat)